# Scorpio
「Scorpio」（スコーピオ）は、韓国のロックバンドTRAXが2004年12月15日にリリースした1作目のシングル。カップリングの「Tears (TRAX version)」は、今作のプロデューサーYOSHIKIがリーダーを務めた日本のロックバンド、X JAPANの楽曲「Tears」のカバーである。YOSHIKIは次作「Rhapsody」のプロデュースも手がけている。
日本テレビ系『音楽戦士 MUSIC FIGHTER』2004年12月度のオープニングテーマに採用された。

## 収録曲
| #  | タイトル                 | 作詞                       | 作曲            | 編曲            | 時間 |
| -- | ------------------------ | -------------------------- | --------------- | --------------- | ---- |
| 1. | 「Scorpio」              | 白鳥龍 & MacDonald Douglas | Yoshiki         | Yoshiki         | 4:40 |
| 2. | 「Tears (TRAX version)」 | Hitomi Shiratori & Yoshiki | Yoshiki         | Ch@ppy          | 4:59 |
| 3. | 「Beat Traitor」         | Yukinojo Mori              | Nagano          | Nagano          | 3:43 |
| 4. | 「Knife」                | Yukinojo Mori              | Masanori Takumi | Masanori Takumi | 3:43 |

## パーソネル
Scorpio
| - ミキシング・エンジニア：            | ジェイ・バウムガードナー |
| - ボーカル・ディレクション&アレンジ： | YOSHIKI                  |

Tears (TRAX version), Beat Traitor & Knife
| - ミキシング・エンジニア：            | 杉山勇司 |
| - ボーカル・ディレクション&アレンジ： | 山崎透   |

マスタリング・エンジニア：宮本茂男